# Nancy B. Reich
Nancy Bassen Reich (* 3. Juli 1924 in New York City; † 31. Januar 2019 in Ossining, New York) war eine US-amerikanische Musikwissenschaftlerin.

## Leben
Nancy B. Reich studierte an der High School of Music and Art (heute Fiorello H. LaGuardia High School) und am Queens College in New York sowie an der Columbia University und promovierte 1972 an der New York University mit einer Arbeit über Johann Friedrich Reichardt. Später unterrichtete sie am Manhattanville College und war Gastprofessorin am Bard College und am Williams College.
Ihr Hauptwerk ist die erstmals 1985 erschienene Biographie Clara Schumanns. Sie wurde ins Deutsche, Japanische, Chinesische und Hebräische übersetzt.
Zuletzt erschien eine Ausgabe der Jugendtagebücher von Clara Schumann, die sie gemeinsam mit Gerd Nauhaus erarbeitet hat.

## Preise und Auszeichnungen
- 1986: Deems-Taylor-Award der American Society of Composers, Authors and Publishers (ASCAP)
- 1996: Robert-Schumann-Preis der Stadt Zwickau

## Aufsätze und Bücher
- „The Rudorff Collection“, in: Notes: The Quarterly Journal of the Music Library Association, Band 31 (1974), S. 247–261
- „Louise Reichardt“, in: Ars musica, musica scientia. Festschrift Heinrich Hüschen zum fünfundsechzigsten Geburtstag am 2. März 1980, hrsg. von Detlef Altenburg, Köln 1980, S. 369–377
- „Die schöpferische Partnerschaft Clara und Robert Schumanns“, in: 9. Robert-Schumann-Tage, 1984, S. 43–52
- „Clara Schumann and Johannes Brahms“, in: Walter Frisch (Hg.), Brahms and his World, Princeton 1990, S. 37–47
- „European composers and musicians, ca. 1800-1890“, in: Karin Pendle (Hg.), Women & music: A history, Bloomington, Ind. u. a. 1991, S. 147–174
- „The power of class: Fanny Hensel“, in: R. Larry Todd (Hg.), Mendelssohn and his world, Princeton 1991, S. 86–99
- „Women as musicians: A question of class“, in: Ruth A. Solie (Hg.), Musicology and difference: Gender and sexuality in music scholarship, California u. a. 1993, S. 125–146
- „Clara Schumann. Künstlerin und Frau“, in: Elena Ostleitner und Ursula Siemek (Hg.), Ich fahre in mein liebes Wien. Clara Schumann: Fakten, Bilder, Projektionen, Wien 1996, S. 13–20
- „Die Lieder von Clara Schumann“, in: Brahms-Studien, Band 11 (1997), S. 97–105
- Clara Schumann: The Artist and the Woman, revised edition, Ithaca, N.Y. [1985] 2001 [dt. Clara Schumann. Romantik als Schicksal - eine Biographie, Reinbek 1991]
- Robert Schumann’s Music in New York City, 1848–1898, in: Schumanniana nova. Festschrift Gerd Nauhaus zum 60. Geburtstag, Sinzig 2002, S. 569–595
- „The Power of Class: Fanny Hensel and the Mendelssohn Family“, in: Jane A. Bernstein (Hg.), Women’s Voices across Musical Worlds, Boston 2004, S. 18–35
- „Rebecca Clarke: An Uncommon Woman“, in: A Rebecca Clarke Reader, Waltham 2005, S. 10–18
- Clara Schumann: Jugendtagebücher 1827–1840, hrsg. von Gerd Nauhaus und Nancy B. Reich, Hildesheim u. a. 2019